# Legge sulla parità di retribuzione tra uomini e donne (Stati Uniti)
La legge sulla parità di retribuzione tra uomini e donne del 1963 (in inglese: The Equal Pay Act of 1963) è una legge federale statunitense in materia di lavoro, che emenda il precedente Fair Labor Standards Act, mirante ad abolire la disparità retributiva basata sul sesso (vedi Divario retributivo di genere). Fu firmata per la promulgazione il 10 giugno 1963 da John F. Kennedy come parte del suo Programma della Nuova Frontiera. Nell'approvare il disegno di legge, il Congresso affermò che la discriminazione sessuale:
- abbassa i salari e i tenori di vita dei dipendenti necessari per la loro salute ed efficienza;
- impedisce la massima utilizzazione delle risorse lavorative;
- tende a causare controversie di lavoro, in tal modo gravando, colpendo e ostacolando il commercio;
- grava il commercio e il libero flusso dei beni in commercio; e
- costituisce un metodo sleale di concorrenza.

La legge prevede (in parte) che:
Nessun datore di lavoro avente dipendenti soggetti a una qualsiasi disposizione di questa sezione [sezione 206 del titolo 29 del Codice degli Stati Uniti], all'interno di qualsiasi stabilimento nel quale tali dipendenti sono impiegati, discrimina tra loro in base al sesso, pagando salari a un saggio minore del saggio al quale paga i salari ai dipendenti del sesso opposto nello stesso stabilimento, a parità di lavoro in mansioni il cui svolgimento richiede uguale abilità, sforzo e responsabilità e che sono svolte in condizioni di lavoro simili, tranne dove tale pagamento sia reso conforme a (i) un sistema di anzianità; (ii) un sistema di merito; (iii) un sistema che misura i guadagni per quantità e qualità di produzione; o (iv) un differenziale basato su qualsiasi altro fattore diverso dal sesso [...]

## Antefatto

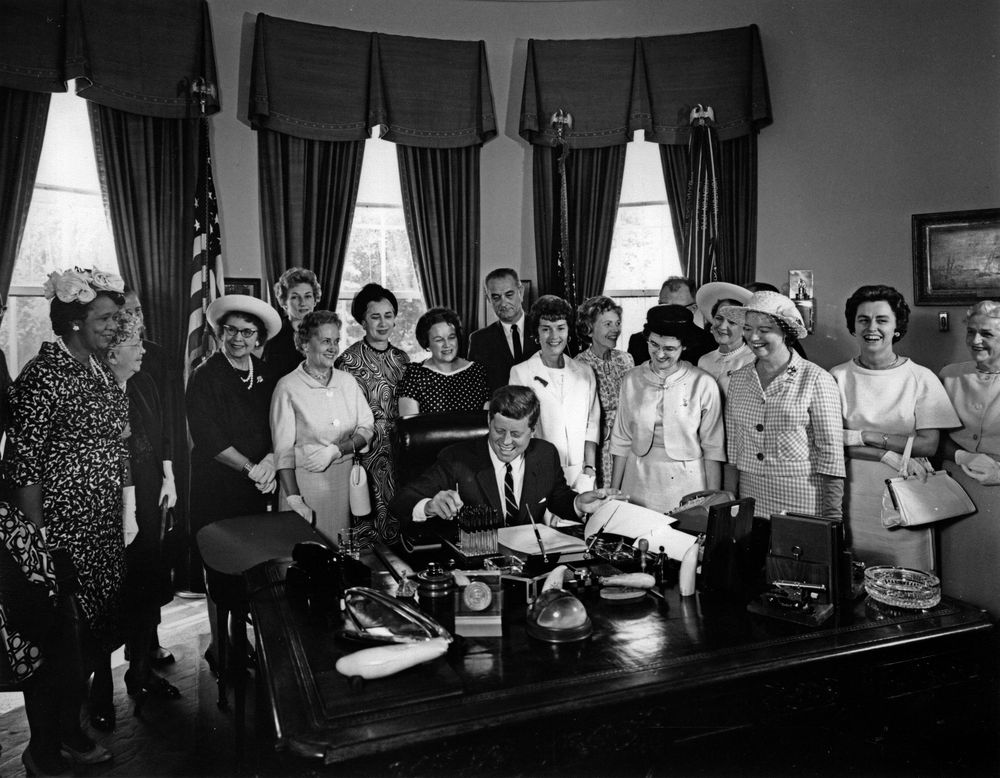
Membri dell'Associazione americana delle donne universitarie con il presidente John F. Kennedy mentre firma per promulgare l'Equal Pay Act

Nel 1942, la congressista repubblicana Winifred C. Stanley di Buffalo, N.Y., presentò l'H.R. 5056, "Proibire la discriminazione retributiva a causa del sesso", che al tempo non fu approvato. La questione languì fino al 10 giugno 1973 quando il Congresso approvò l'Equal Pay Act ("EPA" o la "Legge") come modifica al Fair Labor Standards Act ("Legge sulle condizioni di lavoro equo"), per "proibire la discriminazione a causa del sesso nel pagamento dei salari da parte dei datori di lavoro".
Il Congresso incluse all'interno del testo dell'EPA una chiara e concisa affermazione politica e descrisse brevemente i problemi ai quali esso intendeva rimediare. L'affermazione chiara dell'intento e della politica che guidavano l'emanazione dell'EPA indicano il desiderio del Congresso di confezionare un'ampia cornice atta a porre rimedio per proteggere i dipendenti dalla discriminazione salariale in base al sesso. La Corte Suprema ha espressamente riconosciuto l'opinione che l'EPA dovesse essere costruito in generale per conseguire l'obiettivo del Congresso di rimediare alla discriminazione sessuale. Il Congresso approvò l'EPA a causa della "preoccupazione per la più debole posizione contrattuale delle donne" per fornire un rimedio alle strutture salariali discriminatorie che riflettono "un'antica ma antiquata credenza che un uomo, a causa del suo ruolo nella società, dovrebbe essere pagato più di una donna." L'EPA tutela sia gli uomini che le donne. Tutela anche i dipendenti con mansioni amministrative, professionali e dirigenziali che sono esenti in base al Fair Labor Standards Act.
L'EPA, Sezione 206(d)(1), proibisce ai "datori di lavoro ... [di] discriminare ... in base al sesso pagando salari ai dipendenti [...] a un saggio minore del saggio [pagato] ai dipendenti del sesso opposto [...] a parità di lavoro per mansioni [che richiedono] uguale abilità, sforzo e responsabilità, e che sono svolte in condizioni di lavoro simili"[.] Per instaurare una causa motivata in base all'EPA, un dipendente deve dimostrare che:
1. ai dipendenti del sesso opposto sono pagati salari diversi;
2. i dipendenti svolgono sostanzialmente uguale lavoro in mansioni che richiedono che richiedono uguale abilità, sforzo e responsabilità; e che
3. le mansioni sono svolte in condizioni di lavoro simili.[8]

L'EPA prevede che il datore di lavoro non possa pagare ai dipendenti di un genere salari inferiori a quelli che paga ai dipendenti dell'altro genere, impiegati all'interno dello stesso stabilimento a parità di lavoro in mansioni che richiedono uguale uguale abilità, sforzo e responsabilità, e che sono svolte in condizioni di lavoro simili.
È importante notare che il testo legislativo dell'EPA non richiede nessun elemento di dolo. La responsabilità in base alle disoosizioni della legge è stabilita soddisfacendo i tre elementi della causa motivata, indipendentemente dall'intenzione del datore di lavoro. Come tale, l'EPA impone una responsabilità oggettiva (strict liability) ai datori di lavoro che praticano discriminazioni salariali in base al genere.
Una volta che un o una querelante soddisfi l'onere delle condizioni richieste e instauri una causa motivata per discriminazione di genere in base all'EPA, allora l'accusato può evitare la responsabilità solo provando l'esistenza di una delle quattro esimenti affermative previste dalla legge. Le quattro esimenti affermative dell'EPA consentono disparità retributiva a parità di lavoro quando i salari sono fissati "conformemente a (i) un sistema di anzianità; (ii) un sistema di merito; (iii) un sistema che misura i guadagni per quantità e qualità di produzione; o (iv) ... qualsiasi altro fattore diverso dal sesso".

## Intento congressuale
All'atto della sua iniziale emanazione, l'EPA fu "il primo passo verso un riequilibrio della retribuzione per le donne." Come parte del FLSA, l'EPA era soggetto all'ambito e alle deroghe contenuti in quella legge per i dipendenti e i datori di lavoro interessati. Nell'assemblea della Camera dei Rappresentanti, molti Rappresentanti espressero la loro preoccupazione che l'EPA potesse fungere da punto di partenza per stabilire la parità retributiva per le donne. Successivamente all'emanazione dell'EPA, il Congresso intraprese due azioni che ampliavano l'ambito della protezione federale contro la discriminazione retributiva in base al sesso.
Primo, lo stesso 88º Congresso emanò il Titolo VII del Civil Rights Act ("Legge sui diritti civili") del 1964. Includendo il sesso come elemento tutelato dalla discriminazione, il Titolo VII espandeva la tutela delle donne contro la discriminazione nell'impiego, per includere quasi tutti i dipendenti che lavoravano per i datori di lavoro con quindici o più dipendenti. Prevedendo il potenziale conflitto tra l'applicazione di due leggi con restrizioni che si sovrapponevano, il Congresso incluse l'Emendamento Bennett (Bennett Amendment) nel Titolo VII, per incorporarvi le quattro esimenti affermative dell'EPA.
Secondo, il Congresso espanse la copertura dell'EPA ai professionisti ed altri dipendenti con i colletti bianchi. Per i primi nove anni dell'EPA, il requisito della parità retributiva a parità di lavoro non si estese alle persone impiegate in una posizione dirigenziale, amministrativa o professionale, o come venditori esterni. Perciò, l'EPA esentò le donne dei colletti bianchi dalla tutela della parità retributiva a parità di lavoro. Nel 1972, il Congresso emanò l'Emendamento Educativo (Educational Amendment) del 1972, che emendò il FLSA per espandere la copertura dell'EPA a questi dipendenti, escludendo l'EPA dall'esenzione per i lavoratori professionali stabilita dallo stesso FLSA.

### Considerazione delle conseguenze economiche da parte del Congresso
Il Congresso non ignorò le conseguenze economiche dell'EPA sui salari e sulle opportunità di impiego sia per gli uomini che per le donne. Primo, come emendamento del FLSA, l'EPA fa parte della stessa struttura legislativa che ospita le leggi federali sul salario minimo. L'EPA funge da livellatore dei salari tra gli uomini e le donne per lavori uguali, e ha il potenziale per fungere da prezzo base sui salari degli uomini e delle donne per particolari lavori. Economisti, come Thomas Sowell, hanno asserito che l'EPA causa disoccupazione e ulteriore discriminazione contro le donne escludendole dal mercato del lavoro, ma non rimane nessuna evidenza empirica credibile per giustificare questa teoria. Secondo, parecchi Rappresentanti espressero le loro preoccupazioni che l'impatto negativo della fissazione di prezzi base sui salari pagati alle donne ridurrebbe la disponibilità di lavori per le donne stesse. Con i possibili effetti collaterali della Legge annotati nel resoconto del Congresso, la Legge fu approvata con poca opposizione, e nessuna indicazione che una qualsiasi delle quattro esimenti affermative fosse intesa a rimediare o limitare le sue conseguenze negative.

## Impatto
I salari delle donne americane sono saliti in rapporto a quelli degli uomini a partire dall'emanazione dell'EPA, dal 62% dei guadagni degli uomini nel 1979 all'80% nel 2004. Gli obiettivi dell'EPA della parità retributiva a parità di lavoro non sono stati completamente conseguiti, come dimostrato dai dati del BLS (Bureau of Labor Statistics, l'Ufficio di Statistica del Lavoro degli Stati Uniti) e dalle risultanze del Congresso all'interno del testo della proposta del Paycheck Fairness Act ("Legge sull'equità salariale").
L'EPA originariamente non copriva i dirigenti, gli amministratori, al di fuori dei venditori, e i professionisti, ma gli Emendamenti Educativi (Education Amendments) del 1972 emendarono l'EPA in modo che lo facesse.
Da senatrice, Hillary Clinton presentò per prima il Paycheck Fairness Act il 20 aprile 2005, che, tra altre disposizioni, propone di emendare la quarta esimente affermativa dell'EPA per ammettere solo fattori in buona fede diversi dal sesso che siano legati alle mansioni o servano a un legittimo interesse aziendale. La rappresentante Rosa DeLauro presentò per prima un identico disegno di legge alla Camera dei Rappresentanti nello stesso giorno. Il 29 gennaio 2009, il presidente Barack Obama firmò per la promulgazione il Lilly Ledbetter Fair Pay Act ("Legge sull'equa retribuzione di Lilly Ledbetter"), che ribaltò la decisione di una causa della Corte Suprema, Ledbetter v. Goodyear, riguardo alla prescrizione applicabile.  Questo disegno di legge, che prevedeva che qualsiasi disparità salariale basata sul genere è una nuova violazione della legge, fu la prima promulgazione della Presidenza Obama e giunse quasi quarantacinque anni dopo l'Equal Pay Act.
Tuttavia, uno studio del 2007 commissionato dal Dipartimento del lavoro metteva in guardia contro l'applicazione iperzelante dell'EPA senza un più attento esame delle possibili ragioni per le discrepanze retributive. Questo studio nota, ad esempio, che gli uomini come gruppo guadagnano salari più alti in parte perché gli uomini dominano i lavori dei colletti blu, che è più probabile richiedano pagamenti in contanti per il lavoro straordinario; in contrasto, le donne costituiscono oltre la metà della forza lavoro manageriale dei colletti bianchi che è spesso esentata dalle leggi sullo straordinario.
In sintesi, lo studio affermava: "Sebbene vi sia chiaramente bisogno di ulteriori ricerche in quest'area, questo studio conduce alla conclusione inequivocabile che le differenze nel compenso di uomini e donne sono il risultato di una moltitudine di fattori e che il puro divario salariale non dovrebbe essere usato come base per giustificare un'azione correttiva. In realtà, può darsi che non vi sia niente da correggere. Le differenze nei salari puri possono essere quasi interamente il risultato delle scelte individuali fatte sia dai lavoratori maschili che femminili."